# Берендеєва
Беренде́єва (рос. Берендеева) — присілок у складі Абатського району Тюменської області, Росія.
Населення — 125 осіб (2010, 190 у 2002).
Національний склад станом на 2002 рік:
- росіяни — 88 %